# 爱德华多·卡里莱斯
爱德华多·卡里莱斯·加拉拉加（西班牙語：Eduardo Carriles Galarraga，1923年11月28日—2020年1月12日），西班牙政治人物，曾任西班牙财政部长。

## 生平
1923年11月28日生于西班牙北部桑坦德。1970年代曾是塔西佗小组的成员，1975年与其他人成立西班牙民主联合。1976年7月在阿道弗·苏亚雷斯内阁担任财政部长。在内阁中，由于他与萊奧波爾多·卡爾沃-索特洛、兰德利诺·拉维利亚、马塞利诺·奥雷哈·阿吉雷等人之前为塔西佗小组成员，所以被称为塔西佗派。由于无法应对1973年至1977年期间西班牙经历的经济危机，他於1年后辞职。2020年1月12日逝世。